# Bevan Docherty
Pour les articles homonymes, voir Docherty.
Bevan Docherty né le 29 mars 1977 à Taupo, est un sportif néo-zélandais double médaillé olympique et champion du monde de triathlon à Madère au Portugal en 2004.

## Biographie
Bevan Docherty est champion du monde de triathlon en 2004 et deuxième en 2008 sur la distance olympique (1 500 m de natation, 40 km de vélo, 10 km de course à pied).
Deuxième des Jeux olympiques de 2004 derrière son compatriote Hamish Carter, il se classe troisième quatre ans plus tard.

## Palmarès
Le tableau présente les résultats les plus significatifs (podium) obtenus sur le circuit international de triathlon depuis 2002,.
| Année | Compétition                              | Pays             | Position | Temps           |
| ----- | ---------------------------------------- | ---------------- | -------- | --------------- |
| 2014  | Ironman Texas                            | États-Unis       |          | 8 h 9 min 37 s  |
| 2013  | Ironman 70.3 Boise                       | États-Unis       |          | 3 h 52 min 55 s |
| 2013  | Ironman 70.3 Vineman                     | États-Unis       |          | 3 h 52 min 55 s |
| 2013  | Ironman Nouvelle-Zélande                 | Nouvelle-Zélande |          | 8 h 15 min 35 s |
| 2012  | Ironman 70.3 Panama                      | Panama           |          | 3 h 50 min 13 s |
| 2012  | Coupe du monde - l'étape de Auckland     | Nouvelle-Zélande |          | 2 h 1 min 5 s   |
| 2011  | Coupe du monde - l'étape de Edmonton     | Canada           |          | 1 h 46 min 47 s |
| 2010  | WTS Sydney                               | Australie        |          | 1 h 51 min 27 s |
| 2009  | WTS Tongyeong                            | Corée du Sud     |          | 1 h 50 min 25 s |
| 2008  | Jeux olympiques - Pékin                  | Chine            |          | 1 h 49 min 5 s  |
| 2008  | Championnat du monde                     | Canada           |          | 1 h 50 min 12 s |
| 2008  | Coupe du monde - l'étape de Tongyeong    | Corée du Sud     |          | 1 h 38 min 22 s |
| 2008  | Coupe du monde - l'étape de Hy-Vee       | États-Unis       |          | 1 h 54 min 29 s |
| 2007  | Coupe du monde - l'étape de Ishigaki     | Japon            |          | 1 h 54 min 13 s |
| 2007  | Coupe du monde - l'étape de Des moines   | États-Unis       |          | 1 h 50 min 34 s |
| 2005  | Coupe du monde - l'étape de New Plymouth | Nouvelle-Zélande |          | 1 h 54 min 29 s |
| 2004  | Jeux olympiques - Athènes                | Grèce            |          | 1 h 51 min 15 s |
| 2004  | Championnat du monde                     | Portugal         |          | 1 h 41 min 4 s  |
| 2004  | Triathlon de Londres                     | Royaume-Uni      |          | 1 h 46 min 18 s |
| 2004  | Coupe du monde - l'étape de Ishigaki     | Japon            |          | 1 h 48 min 32 s |
| 2003  | Coupe du monde - l'étape de Corner Brook | Canada           |          | 1 h 52 min 17 s |
| 2003  | Coupe du monde - l'étape de Hambourg     | Allemagne        |          | 1 h 45 min 3 s  |
| 2002  | Coupe du monde - l'étape de Gamagori     | Japon            |          | 1 h 50 min 0 s  |